# Telecataplúm

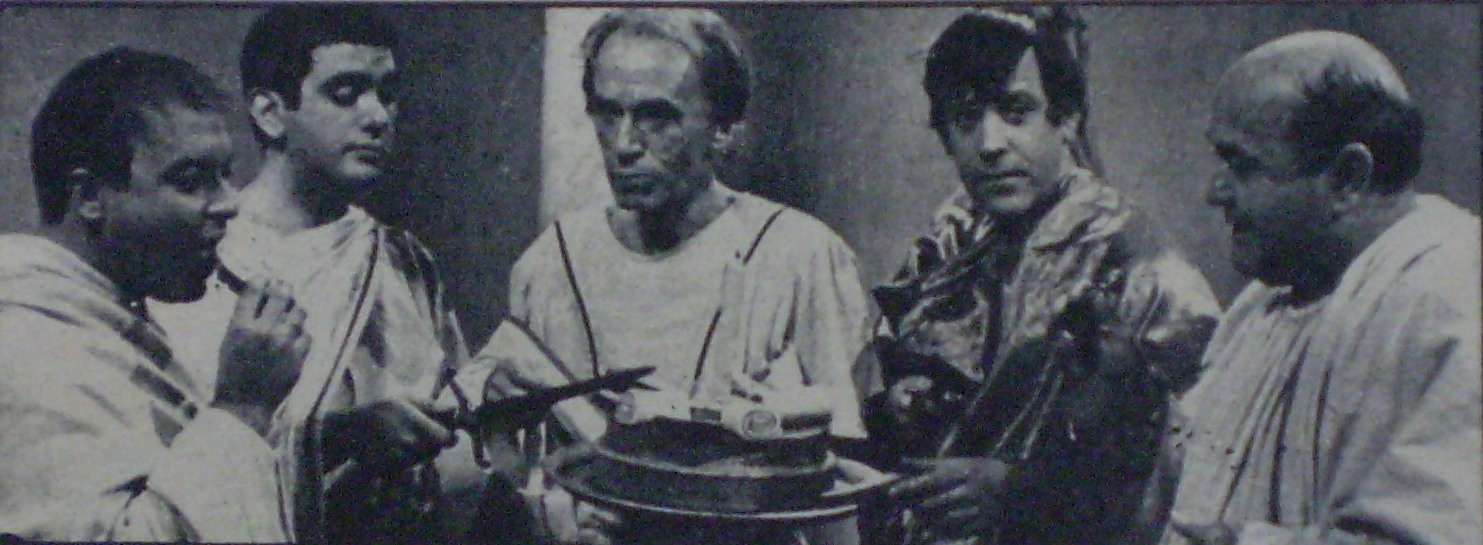
Parte del elenco del programa Telecataplúm, de izquierda a derecha: Enrique Almada, Eduardo D´Angelo, Raimundo Soto, Ricardo Espalter y Emilio Vidal.

Telecataplúm fue un célebre programa cómico de televisión uruguayo, producido a partir de 1962 por Canal 12 de Montevideo. Fue el programa que abrió el juego del humor en Río de la Plata, consagrando a sus actores en Uruguay y Argentina.

## Historia
Con libretos de Jorge y Daniel Scheck (inicialmente bajo el seudónimo Lobizón Crusoe, luego Los Lobizones, porque salían los viernes) y la coordinación de Jorge Escardó y Beta Márquez (Beatriz Durante de Márquez), reunía un elenco polifacético sin experiencia previa en programas de humor integrado por jóvenes actores de teatro, mimos, figuras de la radio, dibujantes y músicos. Entre ellos se destacaban Emilio Vidal, Ricardo Espalter, Eduardo D'Angelo, Raimundo Soto (Edmundo Rey Kelly), Alberto Monteagudo, Henny Trayles (Trilesinsky), Gabriela Acher, Charito Semblat (Hilda Semblat, luego esposa de Berugo), Alfredo de la Peña, Andrés Redondo, Lamparita Dell'Arno (José María dell'Arno), Carlos Bonavita y alguno de los integrantes de Los Chicago Stompers, la orquesta que actuaba en el programa, tales como Julio Frade y Berugo Carámbula, devenidos luego en grandes humoristas. Retirado en 1966 Alfredo de la Peña, ingresó Enrique Almada y además se incorporaron Carina Estévez y Freddy Bailon.
Paralelamente y surgido del propio programa se emitió por separado un gran éxito que en Uruguay se llamó Hogar, doce hogar y en Argentina La familia, con los mismos libretistas y con Emilio Vidal, Henny Trayles y Berugo a la cabeza. Durante todo este tiempo también llevaron el espectáculo al teatro, incluyendo algunos de sus éxitos, y recorriendo Uruguay y Argentina, particularmente Punta del Este.
A diferencia de los programas hasta ese momento realizados que apelaban a la figura de conocidos capo-cómicos y al humor de brocha gorda, el libreto apuntaba a la inteligencia del espectador, aprovechando la sutil capacidad interpretativa del elenco y sus condiciones musicales. Las parodias, del más alto nivel, nunca fueron superadas. En ellas contribuía en los libretos Alfredo de la Peña, durante su permanencia en el elenco. La dirección de cámaras en Uruguay era de José Pedro Voiro. El éxito inmediato del programa hizo que fuera vendido a la televisión argentina, donde se difundiría por más de cinco años primero a través de Canal 13 y luego de Canal 11.
En diciembre de 1967 el elenco sufrió una escisión, y siete de los actores, Espalter, D’Angelo, Trayles, Almada, Berugo, Soto y Redondo (Monteagudo hacía tiempo que se había ido a Venezuela, Bonavita  había estado en Paraguay pero regresado, Julia Acher se fue a México y Charito Semblat abandonó para siempre el espectáculo, siguiendo a Berugo, su esposo), con el coordinador Escardó, formaron un grupo independiente que comenzó con libretos propios, por un contrato logrado con Teleonce con un programa llamado Jaujarana, que mantenía algunas características del humor de Telecataplúm, pero utilizando sketches que se repetían semanalmente. El programa se mantuvo en el aire con pocas variantes de estilo y elenco por 25 años más, bajo otros nombres como Comicolor, Hiperhumor, Hupumorpo, y Decalegrón; este último no fue conocido en Argentina, pero en Uruguay se mantuvo 25 años al aire con un gran éxito.
Por su parte, en 1968, los actores no escindidos de Telecataplúm (Vidal, dell'Arno, Estévez, Frade) y los hermanos Scheck, con la incorporación de tres nuevos libretistas que ya habían participado en 1967: Ral (Raúl Martínez), Juan Carlos Ratto y Édison de León, continuaron adelante con el programa en la televisión uruguaya con la adición de nuevas figuras como Villanueva Cosse, Adhemar Rubbo, Mary Pereyra, Armando Halty, José Somoza, Adela Gleijer, Jorge Cazet, Imilce Viñas y Carlos Aldama y el ballet de Cielito Flores. El director escénico era Sergio Otermin y el coordinador Pedro Venturini.
Al poco tiempo, en 1969, se prefirió sin embargo sustituirlo por otros programas con algunos actores de la vieja y nueva guardia (Cazet, Viñas, Lamparita, Rubbo, Aldama y otros) y los Lobizones como libretistas (El rápido Cisterna) y otros programas con solo Jorge Scheck en los textos, tales como fueron El Flaco Cleanto, sobre un personaje surgido de la revista Lunes (solo de Jorge Scheck, ya que el personaje lo había creado él), El Rápido Cisterna, que parodiaba un club deportivo barrial, y Coliseo Colifato (en vivo), los cuales no se emitieron simultánea sino sucesivamente.
Con esto se cerró la época de oro de una idea y unos creadores excepcionales en el Río de la Plata.

### Plop (1987-2001)
Diez años más tarde Telecataplúm volvió brevemente a las pantallas uruguayas con nuevo elenco (que incluía a Francisco Nápoli) y alguno de los actores originales, sobre los viejos libretos de éxito. A partir de 1987, y debido a la muerte de Jorge Scheck, manteniendo el mismo formato y actores (ya Daniel Scheck hacía unos años había dejado los libretos para pasar a administrar el diario El País),  el programa cambió su nombre a Plop!
El elenco incluía a figuras como Roberto Jones, Pepe Vázquez, Imilce Viñas, Mary da Cuña, Ángel Armagno, Laura Sánchez, Silvia Novarese, Susana Sellanes, Hugo Giachino, Franklin Rodríguez, Diego Delgrossi, Laura Martínez, Cacho de la Cruz, Ruben Rada y la dirección de Jorge Denevi.
Un sketch muy recordado de esa época es "Noticias cantadas".
En 2001 el elevado costo de producción del programa obligó a suspender su producción, aun cuando los niveles de audiencia eran muy buenos.

## Homenaje
En 2012, con motivo del festejo por los cincuenta años de Canal 12, el Estudio D fue bautizado "Los Lobizones", en homenaje a los libretistas de Telecataplúm, Jorge y Daniel Scheck.